# ماري مانينغ
ماري مانينغ (بالإنجليزية: Marie Manning)‏ هي كاتِبة وصحفية أمريكية، ولدت في 22 يناير 1872 في واشنطن العاصمة في الولايات المتحدة، وتوفي بنفس المكان في 28 نوفمبر 1945.

## وصلات خارجية
- ماري مانينغ على موقع الموسوعة البريطانية (الإنجليزية)